# Flight commander

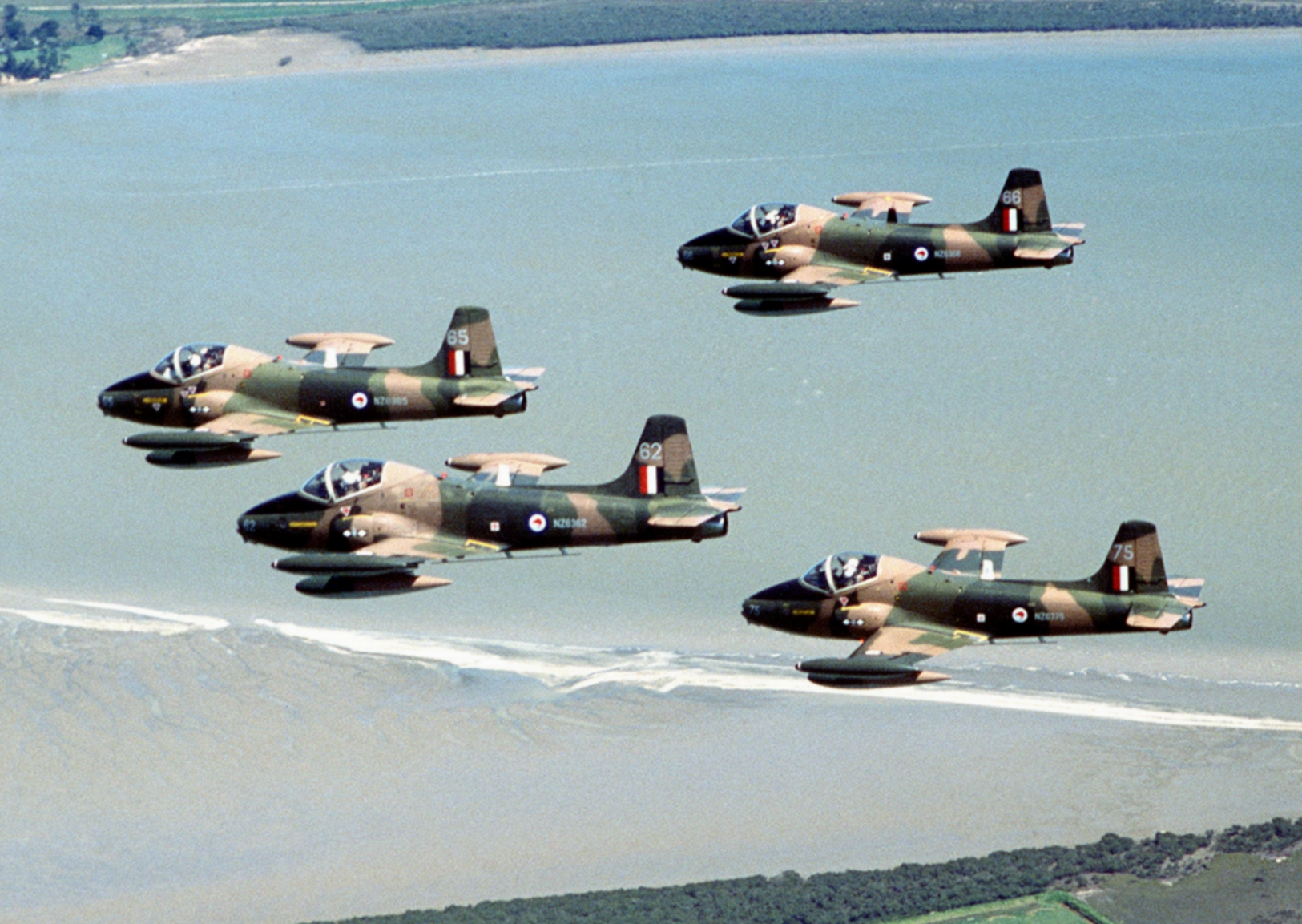
L'avion de gauche dans cette formation est en position de flight commander.

Un flight commander (en français commandant d’escadron) est le chef d'une partie constitutive d'un escadron aérien lors d'opérations aériennes, souvent au combat. Cette partie constitutive est appelée escadrille et comprend généralement six aéronefs ou moins, trois ou quatre étant un nombre courant. 
Historiquement, le rôle de flight commander dans un avion de chasse est celui d'attaquant principal dans un combat air-air, les avions de l'escadrille le soutenant et le protégeant de la contre-attaque en tant qu'ailiers. Cette délimitation des rôles est apparue très tôt dans l'histoire de la guerre aérienne, car Oswald Boelcke, Roderic Dallas et Mick Mannock ont tous tiré les tactiques de base d'un combat air-air réussi de leurs expériences de vol pendant la Première Guerre mondiale.
Le poste de flight commander est traditionnellement occupé par un capitaine, un lieutenant de vaisseau ou de flight lieutenant dans les armées de l'air du Commonwealth, les ailiers lui étant à la fois inférieurs et subordonnés. Cependant, les grades étant de plus élevés dans de nombreuses forces aériennes, cette classification peut ne plus être vraie.
Dans le Royal Naval Air Service durant la Première Guerre mondiale, le flight commander était le nom d'un lieutenant commandant une escadrille avec son propre insigne de grade.
Le flight commander est également le titre de l'officier commandant une escadrille au sol, une unité de la taille d'un peloton dans l'United States Air Force, la Royal Air Force et d'autres forces aériennes du Commonwealth.